# Vanderbilt (Nevada)
Vanderbilt é uma cidade fantasma no condado de Eureka, estado de Nevada, nos Estados Unidos.

## História
Em 1870 Vanderbilt tinha 150 habitantes, duas pensões e dois saloons, apesar de haver 300 mineiros trabalhando no distito mineiro.Quando Eureka começou a desenvolver-se muitos habitantes de Vanderbilt partiram para lá. Em 1872 um incêndio destruiu o engenho mineiro. Em 1880, apenas 25 pessoas viviam em Vanderbilt. Em 1885, encerrou a estação de correios e as poucas minas existentes pararam as suas atividades em 1887.
Na atualidade, os únicos vestígios da antiga vila são as ruínas do engenho. Devido ao fa(c)to de a estrada para Vanderbilt ser traiçoeira, é muito difícil de atingir o local.